# 黃沙坑革命遺址紀念館
黃沙坑革命遺址紀念館位於廣東省廣州市從化區呂田鎮蓮麻村。2015年，黃沙坑東江縱隊從化大隊活動基地掛牌。廣州警備區黨委委託從化區人武部建設黃沙坑革命舊址紀念館一期，修繕200平方米建築，用作舉辦革命歷史專題展覽。2016年9月30日，紀念館正式免費對公眾開放參觀。2017年8月，紀念館擴建，按照修舊如舊的原則進行修復，總面積約500平方米。2018年、2020年紀念館兩度修繕。
黃沙坑革命紀念館已經為中共廣州市委黨校的校外教學點，廣州市團校分校、廣州志願者學院分院，從化區青少年革命傳統教育基地。